# Sybille Benning

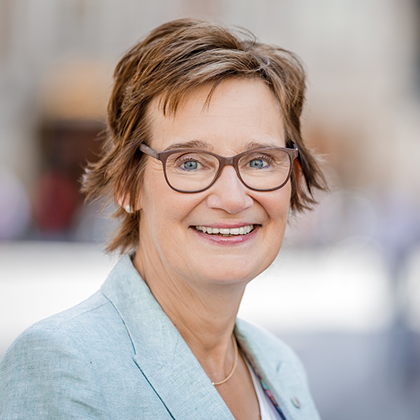
Sybille Benning (undatiert)

Sybille Benning, geborene Schikora (* 8. Januar 1961 in Münster; † 29. Juli 2022 ebenda), war eine deutsche Politikerin (CDU). Sie war von 2013 bis 2021 Mitglied des Deutschen Bundestag.

## Leben
Nach dem Abitur am bischöflichen Gymnasium Marienschule in Münster absolvierte Benning eine Lehre im Garten- und Landschaftsbau und studierte anschließend von 1982 bis 1986 an der Fachhochschule Weihenstephan Landschaftspflege. Sie schloss ihr Studium als Diplom-Ingenieurin ab. Danach absolvierte sie ein Studium der Geographie (Landschaftsökologie) an der Westfälischen Wilhelms-Universität Münster, das sie als Diplom-Geographin abschloss. Benning arbeitete freiberuflich als Landschaftsplanerin bei der Benning GmbH.
Sie war verheiratet, hatte zwei Töchter und zwei Söhne und war römisch-katholischer Konfession.

## Politische Tätigkeit
Benning wurde 2001 Mitglied der CDU. Ab 2002 war sie in der Kommunalpolitik aktiv und war von 2004 bis 2013 direkt gewähltes Mitglied im Stadtrat von Münster. Zudem war sie ab 2003 stellvertretende Vorsitzende der Ortsunion Roxel. Von 2004 bis 2012 war sie stellvertretende Vorsitzende der CDU-Ratsfraktion Münster, von 2008 bis 2013 planungspolitische Sprecherin der CDU-Ratsfraktion.
Bei der Bundestagswahl 2013 kandidierte sie für das Direktmandat im Wahlkreis Münster, das sie mit 38,8 % der Erststimmen gewann. Im Bundestag war Benning stellvertretende Vorsitzende im Ausschuss für Bildung, Forschung und Technikfolgenabschätzung, Mitglied in der Enquete-Kommission „Berufliche Bildung“ sowie stellvertretendes Mitglied im Ausschuss für Umwelt, Naturschutz, Bau und Reaktorsicherheit. Zudem gehörte sie dem Parlamentarischen Beirat für nachhaltige Entwicklung sowie als stellvertretendes Mitglied der Parlamentarischen Versammlung des Europarates an.
Im September 2020 kündigte sie an, bei der Wahl zum 20. Deutschen Bundestag aus gesundheitlichen Gründen nicht erneut kandidieren zu wollen.

## Politische Positionen
Sie zählte zu den 75 Unionsabgeordneten – 68 von der CDU (26,9 % aller CDU-Abgeordneten) und 7 von der CSU (12,5 % aller CSU-Abgeordneten) – die im Juli 2017 für die gleichgeschlechtliche Ehe stimmten.

## Mitgliedschaften
Sybille Benning war Mitglied der überparteilichen Europa-Union Deutschland, die sich für ein föderales Europa und den europäischen Einigungsprozess einsetzt.
Sie war stellvertretendes Mitglied im Aufsichtsrat des Münsteraner Zoos. Zudem war sie Mitglied im Aufsichtsrat Technologieförderung, der Unternehmerfrauen im Handwerk Münster/Münsterland, im Freundeskreis des Max-Planck-Instituts Münster, im Imkerverein Münster e. V., im Katholischen Frauenbund e. V. (KDFB), in der Katholischen Frauengemeinschaft Deutschlands (kfd), in der Gesellschaft für Ökologie (GfÖ), im Bund für Umwelt und Naturschutz Deutschland (BUND), im Naturschutzbund Deutschland e. V. (Nabu), im Zoo-Verein Münster e. V., in der Deutschen Lebensrettungs-Gesellschaft (DLRG); im Ball- und Sportverein Roxel e. V. (BSV), im Heimat- und Kulturverein Roxel e. V., in der Kreisjägerschaft Münster e. V. (KJS), Vorsitzende der THW-Helfervereinigung Münster, Mitglied im Westfälisch-Lippischer Landfrauen Verband e. V. und der Westfalen-Initiative.
Ab November 2021 war Sybille Benning bis zuletzt Präsidentin des Kreisverbandes Münster des Deutschen Roten Kreuzes.